# Sphaeralcyon
Sphaeralcyon is een geslacht van neteldieren uit de klasse van de Anthozoa (bloemdieren).

## Soorten
- Sphaeralcyon scotti Lopez-Gonzalez & Gili, 2005
- Sphaeralcyon shackletoni Lopez-Gonzalez & Gili, 2005
- Sphaeralcyon weddellensis Lopez Gonzalez & Gili, 2000